# 現行吹き替えが存在するルーニー・テューンズとメリー・メロディーズの短編映画
ルーニー・テューンズ、メリー・メロディーズの現行吹き替え作品は242本ある。

## 「バッグス・バニー ショー」放送に含まれている現行吹き替え作品

### 1943年
- 名曲の喧しい夕べ A Corny Concerto DVD/オール･スターズ3

### 1946年
- ラビット狂騒曲 Rhapsody Rabbit DVD/オール･スターズ3

### 1948年
- 脳に電気で能天気 Hot Cross Bunny
- 恋の爆弾ニンジン Hare Spritter
- くさいくされ縁 Odor of the Day
- ニワトリかトンマか The Foghorn Leghorn DVD/オール･スターズ1
- 居候大作戦 Kit for Cat DVD/オール･スターズ1
- ステューパー・セールスマン The Stupor Salesman
- いとしのバニー My Bunny Lies Over The Sea DVD/バッグス・バニー
- 猫は負け犬 Scaredy Cat DVD/ダフィー＆ポーキー

### 1949年
- 劇場の大ハンティング Hare Do
- 苦肉のダック肉 Holiday For Drumsticks
- ホップ・ステップ・ザップン！ High Diving Hare	DVD/バッグス・バニー
- わういネコたん Bad Ol'Putty Tat DVD/トゥイーティー1
- 恋のドッグレース The Grey-Hounded Hare
- 赤頭巾ウサギに気をつけろ The Windbrown Hare
- 幻のドードーを探せ 38「Porky in Wackyland」リメイク Dough for the Do Do DVD/ダフィー＆ポーキー
- コヨーテ 怒りのダッシュ Fast And Furry-Ous

### 1950年
- バニー号の反乱 Mutiny On The Bunny
- スカーレット・パンパニケル The Scarlet Pumpernickel DVD/ダフィー＆ポーキー
- 家なきウサギ Homeless Hare
- ネコも杓子も病は気から The HypoChondri-Cat
- バッグスの大脱走 Big House Bunny DVD/バッグス・バニー
- どったのセンセー？ What's Up Doc DVD/バッグス・バニー
- 旅はネコ連れ All A Bir-r-r-d DVD/トゥイーティー2
- 泣くなペンギン 8 Ball Bunny
- 産みにくいアヒルの子 Golden Yeggs DVD/ダフィー＆ポーキー
- シャル ウィ スクエア ダンス Hillbilly Hare
- 命がけのクイズ・ショー The Ducksters DVD/ダフィー＆ポーキー
- くちばしは止まらない A Fractured Leghorn
- バッグスの独立戦争 Bunker Hill Bunny DVD/オール･スターズ1
- カナリヤ横丁 Canary Row DVD/トゥイーティー3
- 見えみえの見栄 Pop 'Im Pop!
- バッグス オーストラリアへ行く Bushy Hare
- セビリアのラビット理髪師 Rabbit of Seville DVD/バッグス・バニー

### 1951年
- 缶詰戦争 Canned Feud DVD/オール･スターズ1
- 月曜日にはウサギを Rabbit Every Monday
- ネコたん大騒ぎ Putty Tat Trouble DVD/トゥイーティー3
- バッグス、リングで燃えろ Bunny Hugged DVD/オール･スターズ2
- におえる森のロミオ Scent-Imental Romeo
- マイホームは誰のもの The Fair-Haired Hare
- ギャンブル虫にご用心 Early To Bet DVD/オール･スターズ1
- 標的は誰だ Rabbit Fire DVD/ダフィー＆ポーキー
- お騒がせなお忍び客 Room And Bird DVD/トゥイーティー3
- 料理の達人 French Rarebit DVD/オール･スターズ2
- 妖精にご用心 The Wearing Of The Grin DVD/ダフィー＆ポーキー
- 勘違いの悲劇 Leghorn Swoggled
- チーズで大混乱 Cheese Chasers DVD/オール･スターズ3
- フォグホーンは私のもの Lovehorn Legho
- トゥイーティー、S.O.S. Tweety's S.O.S. DVD/トゥイーティー1
- 新市長は誰だ Ballot Box Bunny DVD/バッグス・バニー
- 恐怖の父の日 A Bear For Punishment DVD/オール･スターズ3
- 保安官ドリッパロング・ダフィー Drip-Along Daffy DVD/ダフィー＆ポーキー
- 森は楽しいトゥイーティ Tweet Tweet Tweety DVD/トゥイーティー3
- やっかいなもらい物 The Prize Pest

### 1952年
- コヨーテ 天才の証明 Operation: Rabbit
- 子ネコに首ったけ Feed the Kitty
- 贈り物に舌つづみ Gift Wrapped DVD/トゥイーティー2
- キツネ狩りを笑え Foxy By Proxy
- ねずみのとり方教えます Kiddin' The Kitten
- 雨の日の悪夢 Water, Water Every Hare DVD/バッグス・バニー
- ネコと赤頭巾ネズミ Little Red Rodent Hood
- ミッミッ Beep, Beep DVD/オール･スターズ2
- 約一匹ワンちゃん The Hasty Hare
- 犬のいぬ間に Ain't She Tweet DVD/トゥイーティー2
- 綿をつめた渡り鳥 Cracked Quack
- ゴー！ゴー！ドカン！ Going! Going! Gosh! DVD/オール･スターズ2
- 悪知恵合戦 A Bird In A Guilty Cage DVD/トゥイーティー3
- 愛はネコより強し Mouse-Warming
- ちゃっかりウサギ狩り Rabbit Seasoning DVD/バッグス・バニー
- フォグホーン・レグホーンの“卵をうばえ” The Egg-Cited Rooster
- ヒーローはどっち Tree For Two
- 私立探偵ダック・ドレイク The Super Snooper
- 怒りは水に流して Terrier-Stricken
- しょうがない傷害保険 Fool Coverage
- 悲しきハイジャッカー Hare Lift

### 1953年
- 狼は諦めない Don't Give Up The Sheep
- 雪の日の出来事 Snow Business DVD/トゥイーティー2
- 赤ちゃん騒動 A Mouse Divided
- 進め三月ウサギ Forward March Hare
- カモにされたカモ Duck Amuck DVD/ダフィー＆ポーキー
- 危険な勝利 Upswept Hare
- ムキムキバトル Muscle Tussle
- 爆竹ウォーズ アリの逆襲 Ant Pasted
- とんではしゃいでナッツばて Much Ado About Nutting
- グラニーを救え Hare Trimmed
- ネコ族の襲撃 Tom Tom Tomcat
- ガールフレンドは野性的? Wild Over You
- ダフィー・ウォーズ Duck Dodgers In The 24½th Century DVD/ダフィー＆ポーキー
- オーレ!!は闘牛ウサギ Bully For Bugs DVD/バッグス・バニー
- 欲望というあだ名のシルベスター A Street Cat Named Sylvester DVD/トゥイーティー1
- 砂漠をミッミッ Zipping Along DVD/オールスターズ2
- 何のシーズン？ Duck! Rabbit, Duck!
- 気がつけば夫婦 Of Rice and Hen
- 船上のネズミ捕り Cats A-Weigh!
- ウサギ退治ロボ Robot Rabbit
- 象が街にやってきた Punch Trunk

### 1954年
- バッグス対海賊サム Captain Harebrower
- 野菜泥棒を追え I Gopher You
- 濡れ衣を晴らせ Feline Frame-Up
- 吠えるが勝ち No Barking
- 愛と欲情のカスバ The Cats Bah
- 究極の未来型ホーム Design For Leaving
- 立ち退き戦争 No Parking Hare
- 変身の館 Dr. Jerkyl's Hide
- お化けをあばけ Claws for Alarm
- 坊やにタジタジ Little Boy Boo
- デビル参上 Devil May Hare	DVD/オール･スターズ1
- 魔女にイチコロ Bewitched Bunny
- 悪魔の呼び声 Satan's Waitin' DVD/トゥイーティー2
- ダッシュ・クラッシュ・バタンキュー Stop! Look! and Hasten! DVD/オール･スターズ2
- おませなルーキー Gone Batty
- ジャイアント・ベビー Goo Goo Goliath
- 眠りの国のラルフ From A To Z-z-z-z
- 巨大な国のバッグス Lumber Jack-Rabbit

### 1955年
- 木の実に御用心 Pests For Guests
- ダックと豆の木 Beanstalk Bunny
- コウノトリを撃退せよ Stork Naked
- 灯台捕り物帳 Lighthouse Mouse
- サハラでハラハラ Sahara Hare
- ネコの海岸物語 Sandy Claws DVD/トゥイーティー2
- よ～いでビュン！ Ready･･･Set･･･Zoom! DVD/オール･スターズ2
- スタジオのくせーもの Past Perfumance
- ネコたん、サーカス乱入 Tweety's Circus DVD/トゥイーティー1
- これも人生？ This is a life?
- シルベスター・トレック Jumpin' Jupiter
- ジキルとハイドとバッグス Hyde And Hare DVD/オール･スターズ2、ジキル博士とハイド氏 コレクターズ・エディション 特典映像
- ハチャメチャ激安ホテル Dime To Retire
- チーズはいただき （アカデミー受賞作） Speedy Gonzales DVD/オール･スターズ1
- 中世の悪夢 Knight-Mare Hare
- ローマのレギオンウサギ Roman Legion-Hare
- 相続ネコの悩み Heir Conditioned
- 弱音の吐き時 Guided Muscle DVD/オール･スターズ2
- 魅惑の蛙 （アメリカ国立フィルム登録簿登録） One Froggy Evening DVD/オール･スターズ3

### 1956年
- カモはどっちだ The High And The Flighty
- 醜いのがお好き Broom-Stick Bunny DVD/オール･スターズ2
- 宇宙刑事 ポーキー＆ダフィー Rocket Squad
- 天にものぼるいい香り Heaven Scent
- トゥイーティー危機一髪 Tree Cornered Tweety DVD/トゥイーティー2
- ねずみを食えないネコ The Unexpected Pest
- ステューパー・ダック Stupor Duck
- 荒野の一匹ウサギ Barbary-Coast Bunny
- 赤ちゃんは円盤がお好き Rocket-Bye Baby
- スターはつらいよ A Star Is Bored DVD/ダフィー＆ポーキー
- テレビで仕返し Wideo Wabbit
- ドアロック・ホームズの冒険 Deduce You Say DVD/ダフィー＆ポーキー

### 1957年
- ３匹の子ブタロック Three Little Bops DVD/オール･スターズ3
- たのしい動物園 Tweet Zoo	DVD/トゥイーティー2
- 怒りのアホウ Scrambled Aches DVD/オール･スターズ3
- アリババ・バニー Ali Baba Bunny
- 空飛ぶ猫 Go Fly A Kit
- デビルににらまれたウサギ Bedeviled Rabbit
- 夢見る年ごろ Boyhood Daze
- 登山でさんざん Piker's Peak
- 牧場のサラリーマン Steal Wool
- ボストン・クワッキー Boston Quackie
- オペラ座の狩人 （アメリカ国立フィルム登録簿登録） What's Opera, Doc?	DVD/オール･スターズ3
- 鳥中毒撲滅協会 Birds Anonymous
- ダック対デビル Ducking The Devil
- 犯人は半人前 Bugsy And Mugsy
- 泣くなコヨーテ Zoom an Bored DVD/オール･スターズ3
- 動物病院の懲りない面々 Greedy For Tweety DVD/トゥイーティー1
- ショービズはキビシ Show Biz Bugs	DVD/オール･スターズ3

### 1958年
- ダフィーはロビンフッド Robin Hood Daffy
- マーヴィン・アタック Hare-Way To The Stars
- 走れ弾丸 Whoa, Be-Gone! DVD/オール･スターズ3
- ワンちゃん物語 Dog Tales
- 歌う剣を取り戻せ （アカデミー受賞作） Knighty Knight Buss
- フォグホーンのイタチごっこ Weasel While You Work
- 仕掛け万全 あとはお手上げ	Hook, Line, And Stinker
- ハタリスの逆襲 Gopher Broke
- キュートな宿敵 Cat Feud

### 1959年
- ハエと奏でるクラシック Baton Bunny DVD/トゥイーティー2
- 赤ちゃんは天敵 Mouse-Placed Kitten
- 赤ちゃんにご用心 Apes Of Wrath
- ホットロッドで大回転 Hot Rod And Reel!
- バッグスのオザーク山の一日 Backwoods Bunny
- 風と共に匂いぬ Really Scent
- 鳥にウットリ、命とり Tweet And Lovely DVD/トゥイーティー2
- 本当は腰抜け Cat's Paw
- 今、そこにあるチーズ Here Today, Gone Tamale
- 急がば落ちろ Wild About Hurry
- 魔女はジュリエット？ A Witch's Tangled Hare

### 1960年
- 限りなき暴走 Fastest With The Mostest
- インタビュー・ウィズ・バッグスバニー Person To Bunny
- 愛のせっぷ～ん Who Scent You?
- 小鳥ちゃんは殺人鬼 Hyde And Go Tweet
- 牧場の就業時間内物語 Ready, Woolen And Able
- ドレミなへべれけ High Note

### 1961年
- コヨーテ大滑走 Zip 'N' Snort
- グアダルーペの笛吹き男 The Pied Piper Of Guadalupe

### 1962年
- 究極のメニュー Bill of Hare
- ルーブルを救え Louvre Come Back to Me!

### 1964年
- デビル博士とバニー氏 Dr. Devil and Mr. Hare

### 1979年以降
- 恐怖のサンタズロース？ Fright Before Christmas[2]
- とんでいったバッグス Spaced Out Bunny
- キネマ・パニック Box-Office Bunny
- キャロットブランカ Carrotblanca DVD/カサブランカ 製作70周年記念 アルティメット・コレクターズ・エディション 特典映像
- スーパー・ダック Superior Duck
- 宝の箱でお払い箱 From Hare to Eternity

## 「バッグス・バニー ショー」未放送の現行吹替え作品

### DVD『ルーニー・テューンズ コレクション』収録
- バッグスの野球狂時代 Baseball Bugs（1946年）
- 恐怖のティータイム Rabbit's Kin
- オレがスターだ Big Top Bunny（1951年）
- ウハギのイタズア Wabbit Twouble（1941年）
- バニーよ、銃をとれ Bugs and Thugs（1954年）
- 消えた新居を探せ！ Lumber Jerks
- 厳しき雄鶏争い A Broken Leghorn（1959年）
- バットマン作戦 Gee Whiz-z-z-z-z（1956年）
- 恐怖の館 Hyde and Hare ※1（1955年）

※1…「恐怖の館」は、「ジキルとハイドとバッグス」の異なる吹替え版。

### DVD『アイ・ラブ・トゥイーティー』収録
- インチキヒーロー Catty Cornered
- 空飛ぶ鳥カゴ The Jet Cage
- 狙われたお引越し Muzzle Tough
- 良心のささやき The Last Hungry Cat
- ブルドッグにご用心 Dog Pounded
- 鳥の取り違え Fowl Weather
- スパゲッティ・カナリヤン A Pizza Tweety-Pie
- ハワイアン・ホリデー Hawaiian Aye Aye
- ハッとしてカナリヤ A Bird In A Bonnet
- 戦場のメッセンジャー The Rebel Without Claws
- おばあちゃんにご用心 Red Riding Hoodwinked
- 森は楽しいトゥイーティー※1 Tweet Tweet Tweety

※1…「森は楽しいトゥイーティー」は、「森は楽しいトゥイーティ」の異なる吹替え版。

### VHS「バッグス・バニーとおともだち」収録
- ウサギにうさばらし Rabbit Rampage
- ブルドッグにご用心△ Dog Pounded
- バニーな人々 People Are Bunny
- インチキヒーロー△ Catty Cornered
- どっちがうわて？ ※1 Foxy By Proxy
- 空飛ぶ鳥カゴ△ The Jet Cage
- 恐怖の雪男 The Abominable Snow Rabbit
- 狩りにガッカリ Suppressed Duck
- 早とちりの百万 The Million Hare
- 取れぬウサギの皮算用 The Iceman Ducketh
- バニーよ、銃をとれ◎ Bugs And Thugs
- ホテル・トラブル Daffy's Inn Trouble
- ナポレオンＶＳバッグス Napoleon Bunny-Part
- ダフィー・ウォーズ２ Duck Dodgers and the Return of the 24 1/2th Century
- 恐怖の館◎ Hyde And Hare
- 禁じられた叫び From Hare To Heir
- マッド・バッグス Mad As A Mars Hare
- さすらいの成金ウサギ Bonanza Bunny
- 宇宙戦士！ヨセミテ・サム Lighter Than Hare
- ハイウェイ・パニック Highway Runnery
- 捜査官の悩み The Unmentionables
- イナヅマ大作戦 Run, Run Sweet Road Runner
- オレがスターだ◎ Big Top Bunny
- 仕掛けは充分 Beep Prepared
- 恐怖のティータイム◎ Rabbit's Kin
- 勝利は誰の手に The Wild Chase
- 王様の料理人 Shishkabugs
- 戦場にこけるダフィー Assault And Peppered
- 危険なお誘い False Hare
- ドタバタ缶づめ工場 Chili Weather

◎…DVD「ルーニー・テューンズ コレクション」にも収録されている作品。 
△…DVD「アイ・ラブ・トゥイーティー」にも収録されている作品。
※1…「どっちがうわて？」は、「キツネ狩りを笑え」の異なる吹替え版。

### DVD「ルーニー・テューンズ： バック・イン・アクション」収録
- コヨーテ様は魔法使い Whizzard of Ow

## バッグス・バニーのクリスマス
この番組についてはバッグス・バニーのクリスマスを参照

## 声の出演
- 山口勝平: バッグス・バニー 、ギャンブル虫
- 高木渉:ダフィー・ダック
- 龍田直樹:ポーキー・ピッグ、ロッキー
- 江原正士:シルベスター・キャット
- こおろぎさとみ:トゥイーティー
- チョー:エルマー・ファッド、バーンヤード・ドッグ、ラルフ・ウルフ
- 郷里大輔:ヨセミテ・サム、アルフィー、スパイク
- 玄田哲章:フォグホーン・レグホーン、クロード・キャット
- 中村秀利:ぺぺ・ル・ピュー
- 京田尚子:グラニー、ウィッチ・ヘイゼル、プリシー
- 中田和宏:マービン・ザ・マーシャン
- 麦人:タズマニアン・デビル、クラッシャー
- 田野めぐみ （旧芸名：田野恵）:ヘンリー・ホーク、マック
- 不明:ドードー
- 三ツ矢雄二:スピーディー・ゴンザレス 、チェスター
- くまいもとこ:シルベスターJr.
- 小桜エツコ:ヒップティー・ホッパー
- 稲葉実:マグジー、ヒューゴ 、ペペ・ル・ピュー（「ブルドックにご用心」のみ）
- 梅津秀行:ワイリー・コヨーテ（「コヨーテ天才の証明」のみ） 、トッシュ、サム・シープドッグ、バート、ピート・ピューマ、Dr.IQハイ、脇役全般、ナレーター（英字解説・タイトル読み上げ）

※ロードランナーの声は原語版流用
日本語版キャストは基本的に1996年10月2日から12月18日までテレビ東京で放送された「ワーナーアニメランド ルーニー・テューンズ」(原題：Merrie Melodies Starring Bugs Bunny & Friends)の後期キャストに準じている（同番組用に吹き替えられた作品も、バッグス・バニー ショー内で再放送されている）。 
　また、このキャストはその後発表されたスピンオフアニメや新作映画にも準用されており、ルーニー・テューンズ キャラクターを日本語で吹き替える際の基本となっている。

## 日本語吹替版スタッフ
- 翻訳 - 佐藤恵子、新村一成、ジョーゲンセン由美子
- 演出 - 山田知明[5]
- 日本語版製作 - 東北新社、カートゥーン ネットワーク
- 配給 - ワーナー・ブラザース・テレビジョン